# Municipio de Nedrose
El municipio de Nedrose (en inglés: Nedrose Township) es un municipio ubicado en el condado de Ward, en el estado estadounidense de Dakota del Norte. En el año 2010, tenía una población de 2252 habitantes, y una densidad poblacional de 26,97 personas por kilómetro cuadrado.

## Geografía
El municipio de Nedrose se encuentra ubicado en las coordenadas 48°14′51″N 101°11′54″O / 48.24750, -101.19833. Según la Oficina del Censo de los Estados Unidos, el municipio tiene una superficie total de 83.51 km², de la cual 81,75 km² corresponden a tierra firme y (2,11 %) 1,76 km² es agua.

## Demografía
Según el censo de 2010, había 2252 personas residiendo en el municipio de Nedrose. La densidad de población era de 26,97 hab./km². De los 2252 habitantes, el municipio de Nedrose estaba compuesto por el 92,76 % de blancos, el 0,62 % de negros, el 4 % de amerindios, el 0,27 % de asiáticos, el 0,13 % de otras razas, y el 2,22 % de una mezcla de razas. Del total de la población, el 2,22 % eran hispanos o latinos de cualquier raza.